# 新機動戦記ガンダムW Frozen Teardrop
『新機動戦記ガンダムW Frozen Teardrop』（しんきどうせんきガンダムウイング フローズンティアドロップ）は、隅沢克之による日本の小説作品。『ガンダムエース』2010年6月号にて、「ガンダムW プロジェクト」の第1弾として発表され、同年8月号にプロローグを掲載し、10月号から2016年1月号まで連載された。イラストは小説版『新機動戦記ガンダムW Endless Waltz』の挿絵や、漫画版『新機動戦記ガンダムW BLIND TARGET』を担当したあさぎ桜。

## 概要
元々トレーズ・クシュリナーダの視点から時代を描く「新機動戦記ガンダムW エントリッヒ・エロイカ」という小説作品を構想していたが、未完のままお蔵入りになったという（後年、文庫版『新機動戦記ガンダムW Endless Waltz』の発売時に「エントリッヒ・エロイカ」の物語を書き足す案もあったが、分量が単行本5冊以上にまで及ぶと計算され、再度お蔵入りとなる）。それから10年以上の月日が流れ、再び小説に挑戦する想いが生じたとの事で「エントリッヒ・エロイカ」の物語を序章とし、その後の新たな展開を加えて描かれるのが本作である。
物語は『新機動戦記ガンダムW Endless Waltz』より数十年後から始まり、MC（マーズセンチュリー）と改暦した火星と、「ファイル」という形で語られるテレビシリーズ以前のAC（アフターコロニー）時代の地球圏の2つを舞台として構成されている。

## 物語

### 本編
MC-0022年、地球圏統一国家大統領による「オペレーション・ミュートス」発動の許可を受けたプリベンターの老師・張は、部下のキャシィ・ポォ准佐に対し、大統領から送信されたメモリーチップのほか、ヒストリーバンクから3つのファイルをダウンロードし、自身が滞在する火星支局北極冠基地にまで持って来るよう命じる。オペレーション・ミュートスの発動には人工冬眠用冷凍カプセルに眠る「オーロラ姫」の覚醒が必要とされ、オーロラ姫を目覚めさせるにはそのファイルの存在が欠かせないという。やがて基地に現れたファザー・マックスウェルと名乗る初老の男性が持参する4つ目のファイルと合わせ、老師・張は冷凍カプセルの中で眠り続けていたAC時代のガンダムパイロット、ヒイロ・ユイを覚醒させる。
かつて「もう誰も殺さない」と誓ったヒイロに与えられた任務は、地球圏にとって最大の敵である火星連邦政府二代目大統領リリーナ・ピースクラフトの殺害だった。
しかしリリーナ殺害の準備を行うプリベンターから、W教授の妹カトリーヌがリリーナの完全平和主義を完成させようとガンダニュウム製モビルスーツ「プロメテウス」を持ち出し出奔、それを追撃するためヒイロはファザー・マックスウェルの息子デュオとともに出撃する。そのころドクトルTらに拾われ、パイロット訓練を受けたトロワ・フォボスもまたカトリーヌを追っていた。カトリーヌの暴走を食い止めようと老師・張は「エピオンパイ」で発進するが、火星連邦と敵対するラナグリン共和国の指導者ゼクスの操る「ガンダムエピオン」の待ち伏せをうけ場は三つ巴の混戦と化す。
カトリーヌはモビルドール・マグアナックを操り追撃するヒイロ、フォボス、デュオの足止めを行い、マグアナックは全機撃破されるも、ミリアルドと火星連邦大統領補佐官ノインの子供であるナイナ、ミルとの合流に成功しプロメテウス強奪に成功する。そこに戦場に火星連邦の無人マーズスーツ部隊500機がプリベンターとゼクス双方をまとめて抹殺しようと包囲網を形成し乱入、ゼクスは戦場を離脱し、プリベンター部隊はキュレネの風の操るトールギスヘブンの介入により危機を脱するがヒイロは体力の限界からダウンしてしまう。
なおも追撃してくるデュオに対してナイナは直属の火星連邦軍第909特殊独立戦隊「無慈悲な妖精たち」を発進させる。そこへカトリーヌの操る「プロメテウス」も加わり、戦闘は激化する。デュオ達は無慈悲な妖精たちを撃破し、ヒイロの代わりにMS「白雪姫」に乗ったW教授の活躍もあり「プロメテウス」の奪還に成功するが、指揮していたドクトルTやヒイロ達は母艦ショーフック2をクラッキングされ拿捕されてしまう。
ヒイロらを救出すべく、火星連邦首都リリーナ・シティに向かったW教授、デュオ、フォボスはその途中で、火星連邦のナイナ、ミル、カトリーヌの操る有人型マーズスーツとラナグリン共和国が送り込んだビルゴの上陸部隊との戦闘に遭遇する。完全平和主義を謳う火星連邦の危機に直面したW教授達はナイナに加勢し、ビルゴ部隊を撃破したのち火星連邦に投降し先に投降し賓客となっていたヒイロらと合流する。邂逅を果たす一向の元に、傷ついたトールギスヘブンに搭乗したキュレネの風がラナグリン共和国の移動要塞「バベル」のリリーナシティへの接近を告げ倒れる。
接近するバベルを迎撃せんとする火星連邦とプリベンダー部隊と、ラナグリン共和国との戦闘は激化の一途をたどる。そのさなか、リリーナは己の信念に従い対話のためにバベルに乗り込みラナグリン共和国へ投降。人類虐殺プログラムPPPの発動を阻止するため己の手でリリーナを心穏やかな状態で殺す必要のあるヒイロは、彼女の救出のためバベルに乗り込むも、人工冬眠からの不完全な覚醒の影響で認知的不協和を起こし錯乱したリリーナに撃たれてしまう。
ヒイロはファザー・マックスウェルとキャシイによって救出されるが、一命を取りとめたものの治療にあたったドクター・ヒルデにより記憶障害に陥ってしまう。実はヒイロの覚醒に必要であった記憶ファイルから二人の人物の情報が抜き取られておりそれによりヒイロも認知的不協和を起こしており、一度リセットする必要があったのだ。ファザー・マックスウェルは、キャシィや老子・張、ヒルデの協力により不完全だった記憶ファイル「ゼクスファイル」を完全な状態にし、ヒイロにダウンロードしヒイロは完全に復活する。
バベルからノインによって救出されたリリーナは、バベルによるリリーナシティーへの砲撃による被害を受け、改めて完全平和主義の信念に基づき火星南部連合に降伏を宣言、その身を差し出す決意をする。「オペレーション・ミュートス」を実行するために、リリーナと共に要塞バベルへ向かう途中、バーチャルバイザーにより戦いの過去を体験したリリーナは、火星連邦政府の罪を一身に被り、法廷で下された死刑判決を受け入れる。そしてヒイロの放った弾丸が、リリーナを撃ち抜くが、それは立体映像のAIリリーナであった。
一方、残された面々は戦いを終わらせるためそれぞれ行動をはじめる。意識を取り戻したキュレネの風は正体を明かし、初代火星政府大統領ミリアルドとしてデュオ、フォボス、カトリーヌ、ミル、ナイナ、無慈悲な妖精たちを率いてバベルとの戦闘を再開。ファザー・マックスウェルはレディ・アンによって引きあわされたヒイロのスペアであるアルファと共に民衆を立ち上がらせる。老師・張、ドクトルT、W教授、キャサリンは火星衛星軌道上に隠されたモビルドールプラント「ウルカヌス」に乗り込みすべての元凶であるディズヌフを捕えPPPの解除コードを取得し解除に成功する。
白雪姫に乗ったヒイロはミリアルドを追い詰めていたゼクスのエピオン初号機に対し最後の七つの矮星《金》を撃ち込みその強力なEMPによりAIであったゼクスは機能を停止、またバベルや主力であったビルゴIVもシステムダウンしラナグリン共和国は戦力を喪失。火星南北戦争は終結を迎える。
戦後、火星のウィナーホスピタルで母親と過ごすリリーナの元に手紙を持ったヒイロが現れる。ドーリアンへと戻ったリリーナと共に歩む誓いとして、ヒイロはコロニーのエージェント「ヒイロ・ユイ」の名を捨てただの少年に戻る。初めて自らの手でリリーナに渡した手紙には、プロポーズの一言が書かれていたのだった。

### トレーズ・ファイル
ヒイロの覚醒に必要だったバーチャルバイザーの記憶ファイルの一つ。
主にトレーズの人格形成の過程が描かれており、
トレーズの両親であるアイン・ユイとアンジェリーナ・クシュリナーダの出会いから駆け落ちと離別、トレーズとその弟ヴァンの誕生、モビルスーツの完成とスペシャルズ創設とその初陣、ヴァンのロームフェラ財団掌握、嵐の大洋会戦(第一次月面戦争)とその後に行われたバルジ完成式典への反乱軍の奇襲攻撃、そこから始まるロームフェラ財団によるコロニーへの締めつけとヴァンの暗殺までが記録されている。

### ピースクラフト・ファイル
ヒイロの覚醒に必要だったバーチャルバイザーの記憶ファイルと、ヒルデがミルに送ったファイルを組み合わせて作成されたリリーナの覚醒に不足していた記憶ファイル。
ピースクラフト王家に生まれた双子の王女サブリナとカテリナを中心に、地球圏統一連合と反乱軍との戦いの日々や若き日の指導者ヒイロ・ユイの軌跡が描かれており、AC130年のピースクラフト王家に生まれた双子の王女であるサブリナとカテリナの誕生、若き日の指導者ヒイロ・ユイとカテリナの出会い、AC145地球圏統一連合への反乱軍がピースクラフト王国に逃げ込んだことに端を発する地球圏統一連合とピースクラフト王国との戦争におけるカテリナと若き日の5博士達の活躍。サブリナに名を譲ったカテリナのシス・マーキスとしての日々、サブリナの死に伴うカテリナの復帰、指導者ヒイロ・ユイのエメラルド・シティの副市長就任が記録されている。

### プリベンダー5
元はFrozen Teardropの序章として制作されたBlu-ray Box2の封入特典のピクチャードラマ「新機動戦記ガンダムW Frozen Teardrop 次なる戦い（エピオンアレス）」のCDシナリオ。
A.C.197年。リリーナの居城サンクキングダム・キャッスルがテロリスト集団『次の政府』に占拠される。テロリストの首謀者ディズヌフの目的は地球圏支配のためにPPPと呼ばれる虐殺プログラムを起動することだった。PPPの起動にはサンクキングダム・キャッスルに存在する特別なコンピュータとピースクラフト王家に連なる人物の生体認証が必要だったのである。
テロ事件解決のために、プリベンダーの長であるレディ・アンはかつてのガンダムパイロットに協力を要請。彼らの活躍によりテロ自体の終息には成功するが、仕掛けられた核爆弾の解除とPPPの起動がリンクしていた。リリーナは事件解決のために傷ついたヒイロの命を救うため、PPPの起動を行う。
PPPの発動を防ぐため、リリーナはドクターJの設計した人工冬眠用冷凍カプセルで眠りにつくことを選択し、ヒイロもまたリリーナが意図せず覚醒しPPPの発動が行われようとした時、唯一の発動回避手段であるリリーナの安らかな死を実現するため、別の人工冬眠用冷凍カプセルで眠りについた。

### ゼクス・ファイル
ヒイロの覚醒に必要だったバーチャルバイザーの記憶ファイルの一つ。
ファザー・マクスウェルが持参したヒルデが作成したファイルから竜妹蘭とサリィ・ポォのデータが抜けていたため当初は不完全であった。
トレーズ・ファイルの続きとして、主に反乱軍の捕虜からテストパイロットになったゼクスを中心に、ガンダムの開発と第二次月面戦争、後のガンダムパイロットたちの姿が描かれており、捕虜となったゼクスとエルヴの転戦、生きていたアインとの邂逅、ノインとの合流、G-03554コロニー落下事故とその際行われたZEROシステムの再起動とトレーズへの譲渡、後のヒイロのガンダムパイロットとなるための訓練、第二次月面戦争とその後始末が記録されている。

## 登場人物
※声優は2014年に発売された「新機動戦記ガンダムW Blu-ray Box 2」に収録されているピクチャードラマ「新機動戦記ガンダムW Frozen Teardrop 次なる戦い（エピオンアレス）」のもの。
本編と過去編である各記憶ファイルにおいて名称が異なる人物については、本編における名称を優先する。
各人物の登場編の並びは、本編 | トレーズ・ファイル| ピースクラフト・ファイル| プリベンダー5| ゼクス・ファイルとし、登場する編は○、未登場は-とする。

### 主要人物
ヒイロ・ユイ、アディン・ロウ・ジュニア《ベータ》
声 - 緑川光
【登場編：○|○|-|○|○】
かつてのガンダムのパイロットの1人。長い間コールドスリープによって若い肉体を維持しており、「オーロラ姫」と呼ばれていた。しかしMC-0022 NEXT WINTERに「オペレーション・ミュートス」発動により覚醒させられる。通常は1日以上しなければ立つことも出来ない状態から、直ぐに行動を開始し、身体能力の健在ぶりを見せた。
「P・P・P（パーフェクトピースプログラム）」が発動していることによって、現状ヒイロ以外にリリーナを殺すことはできないとされている。カトリーヌ追撃任務後に出現した大量のMS(マーズスーツ)との交戦中、リリーナからの通信を受け、「お前はお前の戦いをまだ終わらせていない」と伝える。
A.C.197に発生したサンク・キングダムでのテロ事件でリリーナを救うために奮闘するが、己の判断ミスでリリーナを重傷にまで追い込んでしまう。治療技術を身に付けず殺す手段ばかり覚えた自分を戒め、自分の中でどれだけリリーナが大きな存在だったかを実感、リリーナを傷付けたディズヌフを己の命を掛けても殺すと激しい怒りを見せる。その後彼女がヒイロのためにピースクラフトに戻ったのを激しく後悔し、コ―ルドスリープによってリリーナが眠るのを見届けた後、リリーナの残した「もっと生き抜いて魂が一際輝いた瞬間をいつか見せて欲しい」という約束を果たすため、自身もリリーナと共に未来を歩むために眠りについた。
搭乗機は「白雪姫（スノーホワイト）」。
ファザー・マックスウェル、デュオ・マックスウェル、ジェームス・クラーク・マックスウェル
声 - 関俊彦
【登場編：○|-|-|○|○】
かつてのガンダムのパイロットの1人、デュオ・マックスウェル。「オペレーション・ミュートス」が発動されたために、プリベンター、老師・張（張五飛）と協力して、息子と共に「オーロラ姫」の覚醒に必要なファイルを持ってきた。
黒い神父服に身を包んだ初老の男と表現されており、終始にこにこして、人懐っこい笑顔を絶やさない、ガンダムパイロット時代のデュオと変わらない様子であった。自身が持参したファイルを「オレのプレリュードは交響曲に匹敵する大作だぜ！」と誇張するなど、キャッシー曰く「妙に胡散臭く、大袈裟なもの言いする」と第一印象の感想を持たれている。そして、「オーロラ姫」の覚醒のために冷凍睡眠カプセルで眠り続ける「ヒイロ・ユイ」を目覚めさせる時には、真っ先に声をかけるなど、かつての仲間であるヒイロを懐かしむ様子であった。それと同時にカトリーヌが「プロメテウス」を奪い逃走したとW教授（カトル・ラバーバ・ウィナー）からの報告を受け、ヒイロと息子を新型ガンダムで追撃に向かわせ、自身はキャシーとともに火星支局北極冠基地から戦況を随時、分析する指揮官のような役割で作戦に携わる。
共に作戦に参加した息子はヒルデがシュバイカー孤児院を運営している時の少年であり、血のつながりはないようである。ファザーに瓜二つだったのでヒルデが「デュオ」と名付けていた。その少年を自身の後継者としてヒイロと肩を並べるほどのガンダムパイロットに育て上げ、ガンダムデスサイズを彷彿させる新型MS魔法使い（ワーロック）に搭乗させる。ヒイロに対しては誰よりもその身を案じ、「ヒイロ・ユイに背負わされた重すぎる任務を見届けなきゃいけない、それが、ダチってもんだ」と語るなど、バベルでの戦闘時に銃弾で重症を負ったヒイロを単独で救いに向かうなど並みならぬ思いがあるようである。
最終的に火星南北戦争が終結を迎えた後に、ファザーは火星大統領に立候補する。ファザー自身が幾度もどん底から這い上がった人間であり、戦争により疲弊した火星の住民を鼓舞する役割としては最適だと周囲の人間の判断でもあった。
目論見通り民衆の支持を集め「3代目火星大統領」に当選し、火星の復興のために尽力する事になる。また大統領となったファザー・マックスウェルの隣にはファースト・レディとなったヒルデ夫人の姿もあった。
ヒルデとは復縁と離縁を繰り返した仲であり、火星での生活では飲酒運転のバイク事故で大怪我を負う、神父の保証人となり借金を背負わされる、ヒルデと婚姻して借金返済に彼女も巻き込む、賞金稼ぎとなりシュバイカー孤児院の運営に協力、等「オペレーション・ミュートス」が発動されるまでは、かなり波乱万丈の火星生活を送っていた。これはガンダムパイロットとしての役目が終わった後、平和に適応できず一人苦しんでおり（サリィ曰く「心が空っぽになっている」）。幼年期に「マックスウェル教会の悲劇」より仲間の孤児達が次々に死んでいく姿を経験し、生と死が隣り合わせの「非日常」がデュオ自身の「日常」になっていたため、平和を享受できずにいたためである。
デュオ・マックスウェル
声 - 関俊彦
【登場編：○|-|-|-|-】
ファザー・マックスウェルの（血の繋がらないらしい）息子。ヒルデがシュバイカー孤児院を運営している時に、転がり込んできた少年であった。髪を三つ編みにしており、容姿も若い頃のファザーにそっくりであるために、ヒルデが「デュオ」と名付けていた。
ファザーにガンダムパイロットの訓練を積まれており、ヒイロ・ユイに匹敵する腕前にまで成長する。もともとメカの扱いに長けており、推定4歳の時点で、ファザーのバイクを修理するほどの技術を有していた。
ファザー曰く、口が悪いのは「男手ひとつで育てたため」とのことだが、実際にはそれ以前にシュバイカー孤児院で育てられておりこの頃から口は悪かった。
上着の襟回りの白いファーは、幼少期のクリスマスにファザーが着ていたサンタ衣装の切れ端であり、同じく幼少期にナイナに貰った髪留めリングやシールを今でも大切にしている等、物持ちがいい。
ファザーとヒルデの子供の可能性もあるが真相は不明。
搭乗機は「魔法使い（ワーロック）」。
ドクトルT、名無し、トロワ・バートン
【登場編：○|-|-|○|○】
かつてのガンダムのパイロットの1人、トロワ・バートンと名乗っていた人物。特徴である長い前髪は健在。
本人曰くドクトルTのTは「トロワ」ではなく「トリトン」とのことだが、後にトロワ・フォボスを名乗る少年にはどちらでも「3」と思われている。  オペレーション・メテオに参加し前線に立ち続けた兵士としてのトロワは完全になりを潜め、目覚めたヒイロからは「冷たい仮面を取り外し優しさを隠そうともしない」と評される程温和な人間となった。ミルに「じじい」と呼ばれると静かに激昂する人間らしい姿も見せる。
火星重力によるサーカスに興味がありキャスリンと共にやってきたところ、火星の危機に追われる五飛に出会いオペレーション・ミュートスへと参加しカトルと共にガンダムを開発する。道端で倒れているデュオをその際に救助した。己が機械工学専門では無かったためガンダム開発は難航し、12年の年月が経つ中で五飛が1年でエピオンを完成させた際には己の無力さを実感し自虐した。
トロワ・フォボス、名無し
声 - 中原茂
【登場編：○|-|-|-|-】
MC-0021 FIRST WINTERに、火星連邦政府の初代大統領ミリアルド・ピースクラフトを暗殺した少年。しかし暗殺直後に所属していた組織に裏切られてしまう。そこをドクトルTとカトリーヌに助けられ、行動を共にする。その後、キャスリンによってヒイロ・ユイに匹敵するレベルまで訓練を積まされた。
かつてのトロワと同じく「名無し」であり、カトリーヌ追撃の際にドクトルTに「あんたのTはトリトンだったな？」と確認を取り、トロワ・フォボスを名乗ることにした。
名無しの自分を象徴する「ボロ雑巾のような」ニット帽を愛用、トロワを名乗ると同時に一時手放すが、名を捨てると再び被っている。
W教授、カトル・ラバーバ・ウィナー
【登場編：○|-|-|○|○】
かつてのガンダムのパイロットの1人、カトル・ラバーバ・ウィナーである。「スノーホワイト」と「ワーロック」の開発・製造を担当したらしい。
『EW』から本作までの具体的な経過年数は示されていないものの、ファザーやドクトルTが「初老」と表記される中、「青年」と表記されている。かつての戦いで多くの命を奪ったことへの自責から、自分は幸せになってはならないという強迫観念に囚われている。結婚はしておらず、姉のイリアからは「恋愛すらしないのかもしれない」と言われていた。
父から受け継いだデスクワークが身に入らず、五飛の誘いに乗りプリベンターに協力。A.C.197にサンク・キングダムにおける任務で度重なる失敗をしてしまい、リリーナを瀕死の状態に追い込んでしまい自分を責め続けた結果、トロワとは正反対に優しい顔の奥底に冷酷な判断を下す人間となった。その後再び五飛の計画に乗りガンダム再建造に着手する。
『宇宙の心』を読む力によりZEROシステムのような未来予知に近い予測を立てる事が出来る。この力によってもうガンダムに乗れない体でも狙撃だけなら何とかなる、とヒイロが不在の間白雪姫に搭乗した。
カトリーヌ・ウード・ウィナー
声 - 折笠愛
【登場編：○|-|-|-|-】
W教授の妹。トロワ・フォボス曰く「かなり年の離れた兄妹」。試験管から生まれたため自分の存在を卑下しており、生命溢れる美しい世界を直視するのは申し訳ない事であるとし、眼鏡を着用している。ラシード曰く「妙なところがカトル様に似てしまった」。一人称は「ボク」。
リリーナの完全平和主義に賛同し、彼女の力になるため未完成のMS「プロメテウス」を奪い脱走する。
W教授と同様に『宇宙の心』を読む力を使い未来予測を立てる事が出来る。しかし同じ力を持つW教授やZEROシステムの未来予測、そしてヒイロ・ユイ相手にのみこの力は混濁し無効化されてしまう。
老師・張、張五飛
声 - 石野竜三
【登場編：○|-|-|○|○】
キャシィの上官。かつてのガンダムのパイロットの1人、張五飛である。現在はプリベンター火星支局北極冠基地に1人で滞在している。トレーズの開発したガンダムエピオンの開発データを入手し、独自のMSであるエピオンパイを1人で製造・整備した。初めての搭乗にもかかわらず、機体のスペックを十二分に発揮させていた（ガンダムパイロットを引退したファザーは「奴はバリバリの現役だ」と評している）。
戦後プリベンターの一員として地球圏から武器やMSがなくなるように尽力した。P・P・Pの実態と火星で軍拡が進められていると聞き「オペレーション・ミュートス」を提案。カトルやトロワに声を掛け作戦に備え自身も鍛錬し続け、サリィの忘れ形見キャシィやゼクスの息子ミルを教育した。トレーズの作り上げた「敗者のための機体」であるエピオンにシェンロンとは別種の特別な思い入れがあり、カラーもトレーズのパーソナルカラーに染め上げた。
ミス・キャスリン
【登場編：○|-|-|-|-】
トロワ・フォボスに訓練を施した絶世の美女。「三十代に入ったばかりと言っても差し支えない」外見で、ドクトルTからは「姉さん」と呼ばれている。「おばさん」は禁句らしく、彼女を「おばさん」づけで呼んだトロワは容赦なく殴られた。かつてドクトルTに置いていかれた経験からか、自身も強靭な肉体を身に付け行動を共にする。
キャシィ・ポォ
声 - 冬馬由美
【登場編：○|-|-|-|-】
プリベンターに所属している女性。階級は准佐。かつてのガンダムパイロットの協力者サリィ・ポォの娘であり、ファザーには「おっかさんそっくり」、ヒイロには「劣化サリィ」と評された。
なお、実際にはクローンの研究者だったサリィの母キャサリンのクローンである。
キュレネの風、ゼクス・マーキス
【登場編：○|○|-|○|○】
かつてゼクス・マーキスの名でOZに、ウィンドの名でプリベンターに所属していた、サンクキングダムの王子。娘と共に火星を旅していた。キュレネとは、ファザーと再会した都市の名前で、名をなんと呼べばよいかを聞かれた際に名乗った。トールギスの後継機を駆り、孤独な戦いを続けている。
ナイナ・ピースクラフト
【登場編：○|-|-|-|-】
キュレネの風とノインの間に産まれた、双子の姉弟の姉。幼い頃に父と火星を旅していたが、後にシュバイカー孤児院に預けられる。デュオのことを気に入っていた。
ミル・ピースクラフト
【登場編：○|-|-|-|-】
キュレネの風とノインの間に産まれた、双子の姉弟の弟。男ではあるが、母ルクレツィア・ノインの若き日にそっくりである。老師・張に師事しており、自分以上に戦い続けられる老師・張に驚嘆している。

### 火星連邦政府
ミリアルド・ピースクラフト
火星連邦政府の初代大統領。後にトロワ・フォボスを名乗る事になる少年に暗殺されたがこれはフェイクであり、生きて火星連邦政府に潜伏している。かつてのEVE WARSにてホワイトファングを指揮した「ミリアルド・ピースクラフト」を名乗っているが、その正体はルクレツィア・ノインの年の離れた兄「ディズヌフ・ノイエンハイム」である。
リリーナ・ピースクラフト
声 - 矢島晶子
「星の王子様」と呼ばれる冷凍カプセルで長きに渡り眠っていた。ミリアルドの死後目覚めさせられ、二代目大統領として火星の統治を宣言する。ファザー曰く「かつてのリリーナとは変わってしまった」とのこと。火星支局北極冠基地にノインとともに乗り込み、MS(マーズスーツ)と戦闘中だったヒイロと通信し、「早く私を殺しにいらっしゃい」と告げる。
A.C.197の自身の誕生日に開いたパーティでテロが発生し、敵を破壊し動けなくなったヒイロ・ユイを核爆発から守るためにP・P・Pを起動。ジェノサイドを発生させないためにその後ITの発展でP・P・Pが解除される事を願いコールドスリープで眠りについていた。しかしディズヌフの企みにより不完全なファイルをインプットされ記憶を改竄され目覚めてしまう。
ルクレツィア・ノイン、ルクレツィア・ノイエンハイム
【登場編：○|○|-|-|○】
火星連邦政府、大統領首席補佐官。
トレーズファイルでは、ゼクス、エルヴと共にトレーズの下でMS訓練生をしていた少女。火星の軍事企業ノイエンハイム・コンツェルンのご令嬢であるが、父のDVに耐えられない母と共に地球に逃亡、その後連合軍に入隊した。ノイエンハイムの姓を捨てノインと改姓、女性名であるルクレツィアを嫌いノインと名乗る。
ゼクスファイルでは、ゼクスと再会すると軍を抜け行動を共にし、試作機「シェヘラザード」のテストパイロットを務める。その後廃棄コロニーの破砕任務に当たりわずかなミスから気絶してしまい、ゼクスにZEROシステムを起動させる切っ掛けを作る。ゼクスとエルヴが火星に向かった際自身は過去の経験から火星に行くのを躊躇し、OZに帰った。

### ラナグリン共和国
ゼクス・マーキス上級特佐
【登場編：○|-|-|-|-】
火星の人工海上国家・ラナグリン共和国の軍事指導者。ミリアルドの死後、火星連邦政府からの独立を宣言した。長く伸ばした金髪、端整な顔立ち…と容姿はかつてのOZのゼクス・マーキスにそっくりだが、本人ではない上、クローン、整形、変装、生霊でもないらしい。その正体はエピオン初号機に残されたZEROシステムにあるミリアルド・ピースクラフトの残留思念をベースに生み出されたデータ上のホログラフである。
シスター・ヒルデ
【登場編：○|-|-|-|-】
ラナグリン共和国で表向き図書館の司書をしていた。デュオ（ファザー）と結婚したが、本来デュオが負うはずだった彼の知り合いの老神父の遺産である教会や孤児、借金まで押しつけられる羽目になったため離婚する。しかし孤児達を不憫に思い、シュバイカー孤児院として運営を引き受けていた。ファザーの放蕩ぶりにはその腕を折る程の怒りを持っていたが、彼を『P・P・P』の呪縛から解放するために研究を再開するなど憎からず思っているようである。そして火星大統領になったデュオ（ファザー）の隣にはファースト・レディとなったヒルデ夫人が隣にいたことから再婚したようである。とはいえ相変わらず諍いが絶えないとの事。
ナノディフェンサーと言った火星ナノマシンは彼女が完成させた技術である。
ヴァン・クシュリナーダ
【登場編：○|○|-|-|-】
トレーズの父親違いの弟。トレーズは彼の将来を有望視していたが、自身は母親のアンジェリーナの意思に従い、兄に地球と宇宙の覇権を握らせることを目標に行動していた。若くして才能を発揮し、宇宙におけるモビルスーツの量産を軌道に乗せ、それを連合に卸すことで財団に莫大な利益を生んだことで10代にして財団の副代表の地位に就いた。母親への愛情が強く、近づく男に対して過剰なまでの敵意を撒き散らしてしまう。その後、AC-188にアディンの命令を受けたヒイロが暗殺しようとするが、他の暗殺者に先を越されてしまう。その際、アンジェリーナも巻き添えをくらい死亡した。暗殺者はその後ヒイロが初めて殺した人間となる。
その後父の願いからクローン候補の一員として記録され、データを火星政府に盗まれる。ノイエンハイムの力によってクローンとして甦り記憶を引き継ぎ、かつて兄トレーズに願った地球圏掌握の実現のために動く。
ステラ・ノベンタ
【登場編：○|-|-|-|-】
ノベンタ元帥の血縁者でシルビア・ノベンタの姪にあたる人物の臓器スペア用クローン。先天的な循環器疾患を患っていたためウィナー・ホスピタルに預けられており、同院に預けられていたカトリーヌの親友となるが、オリジナルが脳死となったため、彼女がオリジナルから臓器移植を受け健康体となる。健康体となった後はカトリーヌと疎遠になり、カトリーヌは孤立することとなる。その後彼女らの通っていたスクールが反火星連邦テロに巻き込まれ、そのごたごたでカトリーヌとの縁は完全に切れる。
現在はラナグリン共和国に参加しており、高官として交渉に来たリリーナの対応にあたるほどの地位を得ている。
最終決戦においては、かつて自分がまきこまれたテロに使用されたのと同型の旧式マーズスーツに搭乗し、EVE WARS時のゼクス・マーキスのイメージトレースを用いてカトリーヌのシェヘラザードと一騎打ちを行うが引き分けに終わる。

### 地球圏統一国家
ドロシー・T・カタロニア
【登場編：○|-|-|-|-】
地球圏統一国家大統領。オペレーション・ミュートスを発動させる。
レディ・アン、コーデリア・フィッツジェラルド
【登場編：○|-|-|-|○】
大統領補佐官。
ゼクスファイルでは、士官学校を飛び級で駆け上がった連合のエリート少女。優秀ではあるがその幼い見た目から周りに「お嬢さん」と呼ばれるのを嫌い「レディ」を名乗っていた。後にトレーズと出会い、「赤毛のアン」から引用されたその名は似合わないと言ったトレーズに「アン」の名を与えられ、以後レディ・アンを自称するようになる。
シルビア・ノベンタ
地球圏の大使。

### その他民間人
アディン・ロウ
【登場編：-|○|-|-|○】
ヒイロの実の父親。血の繋がった実の親子であることは伝えず、家族を失ったヒイロを引き取り自身の持つ知識と技術、生き残る術(「感情のままに行動する」こと)を伝えた。指導者ヒイロ・ユイを殺した男としてデキムの復讐に遭い死亡する。
ラシード・クラマ
【登場編：○|-|-|-|○】
ウィナー家で惑星間輸送の仕事を勤めている。カトリーヌからイリヤに好意を抱かれていると言われたものの、自身とは釣り合いが取れないことや、既婚であることを理由に一笑にふしている。自責の念を強めるカトルのことを、少年時代から変わらず心配している。
イリア・ウィナー
【登場編：○|-|-|-|○】
カトルやカトリーヌの姉にして、カトリーヌの育ての親。
マリーネ・ドーリアン
リリーナの育ての母親。精神を病みウィナーホスピタルに入院している。
マリーメイア・バートン
【登場編：○|-|-|○|-】
トレーズ・クシュリナーダの実子とされていた少女。一人の女性として結婚しレディの元から独立している。
ゼクス・ファイルにて、母レイアの幼児培養実験用のクローン体であることが示唆される。完成後にアディン・ロウ・ジュニアクローンと共にデキムに回収される。
指導者ヒイロ・ユイ
【登場編：-|-|○|-|-】
後の宇宙の平和的指導者であり、その外見はガンダムパイロットのヒイロが成長した姿を連想させる。
カレッジ時代に家庭教師としてカテリナ、後にサブリナと出会う。優秀ながらも熱意というものがなく、「極端な合理主義者」と渾名されるほどだったが、運命に翻弄されるピースクラフト姉妹との関わりの中で変化し、また姉妹にも影響を与えた。
トマス・カラント
【登場編：-|-|○|-|-】
ヒイロのカレッジの友人であり、後のホワイトファングの指導者カーンズの兄。「ワイバーン」に搭載されているZEROシステム初号機と「P・P・P・P（プロトタイプパーフェクトピースプログラム）」をプログラミングした人物。
地球圏統一連合軍の破壊工作により死亡。
ヒカル・ユイ
【登場編：-|-|○|-|-】
指導者ヒイロ・ユイの姉。
名の知れたヴァイオリン奏者であったが、無名の作曲家と地球に駆け落ちする。
その後夫の浮気が原因で離婚、弟ヒイロの元に駆け込むが、ヒイロの選挙運動中に凶弾に倒れる。

### 地球圏統一連合
トレーズ・クシュリナーダ
【登場編：-|○|-|-|○】
かつてのOZの指揮官。宇宙の平和的指導者ヒイロ・ユイの甥、アインとクシュリナーダ家の令嬢アンジェリーナの間に生まれる。財団の後継者となるべき立場であったが、養父フンデルトとアンジェリーナとの間に弟ヴァンが生まれると、片方の血しか引いていない自分よりもヴァンのほうがふさわしいと、連合軍の士官学校へ入学した。士官学校では優秀な成績を収め、誰よりも優秀な将軍になると叔父のカタロニア将軍にも認められていた。当時無用の長物と言われ、自身も有効ではないと思っていたモビルスーツという兵器に、コルシカ基地でのトールギスとの邂逅に着想を得たことで、モビルスーツの戦闘理論を構築、史上初となるモビルスーツ部隊を創設するに至った。
イズミ・ターノフ
【登場編：-|○|-|-|○】
レイク・ビクトリア基地の士官候補生の青年でトレーズの最初の教え子の一人。モガディシオ攻略戦で選抜された4人の精鋭の一人で、作戦ではノインと同じくトラゴスにて間接:支援を担当した。
第一次月面戦争では4人の部下を任される形で参戦。モガディシオ攻略戦にてトレーズが担った後の兵士のための教育役を期待される。
戦術眼に優れる様で、第一次月面戦争では常に戦局を予測し行動する姿や、出撃前のブリーフィングで部下たちに熱くトレーズの作戦の素晴らしさを説く姿が見られた。
漫画『敗者たちの栄光』では、オペレーション・デイブレイク初同時に一コマのみ作戦発動を了承するセリフがみられる、この時の階級は上級特尉。
エルヴ・オゲネル
【登場編：-|○|-|-|○】
トレーズの元で共にMS訓練を受けていたゼクスの親友。かつてサンクキングダムを滅ぼしアニメ本編でゼクスが復讐を果たしたダイゴ・オゲネルの実子であるが、エルヴはゼクスの心情を理解し友好関係を続けた。反乱軍との戦いで二人とも捕虜になるが、ゼクスがミリアルドだと判明するとそのまま反乱軍の一員として共に行動するようになる。
その後優秀なパイロットとして試作機「プロメテウス」のテストパイロットを務めるようになり、ガンダム開発に貢献する。
ゼクスがトレーズとの決闘に敗れOZに戻った後もゼクスとは協力体制にあり、火星に落ち延びていたがホワイトファングと地球統一軍の決戦終了後にゼクスと会い、半壊していたエピオンを託される。しかしエピオンを狙ったディズヌフの策略で暗殺されてしまう。
ソラック・デルブリュック
【登場編：-|○|-|-|○】
トレーズの元で共にMS訓練を受けていたスペシャルズ一期生の一人。陽気な性格で第一次月面戦争では一隊を率いてゼクス隊とともに近接戦闘で多大な戦果を挙げる。
アオイ・クラーク
【登場編：-|○|-|-|-】
OZのエージェントで、ヒイロの実の母親。セイス・クラークの妻。
かつてチームアオイという特殊部隊を率いており、当時の同僚であったアディン・ロウの恋人であったが、ヒイロ・ユイ暗殺を契機に別れた。その時にはヒイロを身籠っており、アディンに出産を反対されるが出産を強行している。
ヴァンから依頼され、地下組織に潜入ガンダニュウム合金製モビルスーツ（後のウイングガンダムゼロ）の設計図の入手を図っていた。
AC186年秋のバルジ完成パーティでは、ヒイロのけなげな姿を見たことでエージェントからの引退を考えており、動揺からヴァンに直接顔を合わすことができず入手に成功した設計図をヒイロを通じてヴァンに渡すが、それが仇となりアルテミス率いる反連合軍の襲撃時にヒイロとはぐれ、バルジ内で彼を探す中宇宙空間へ放り出され死亡する。
高い身体能力の持ち主であり、それはヒイロにも受け継がれた。
セイス・クラーク
【登場編：-|○|-|-|-】
アオイの夫で、ヒイロの義理の父。トラント・クラークの年の離れた兄。リーオー、エアリーズの開発者であり、宇宙要塞バルジの設計を担当した。
安価で誰にでも扱えるというリーオーのコンセプトに反し、トールギスに先祖返りしたグライフに対しては嫌悪を露わにしており、グライフの採用を受けOZのモビルスーツ設計製造担当技師長を辞任、連合軍の技術顧問となる。
非常に優れた技術と堅実な設計はMS関係者からの評価こそ高いものの、一般人から見ると華に欠けており、正当な評価を受けられないことに対し劣等感を抱き、晩年は鬱状態となっていた。
バルジで発生したテロ事件に巻き込まれ、家族を守るためにリーオーIII型に搭乗し戦うも死亡する。ヒイロはそんな義父を尊敬しており、エージェントとして活動している間もリーオーに対し無自覚ながら愛着を感じている。
キーリア・カタロニア
【登場編：-|○|-|-|-】
サンカント・クシュリナーダの弟でドロシーの父。トレーズの叔父。
カタロニア家の入り婿であるが、当初はそれを拒否していたため、ロームフェラ財団内では変わり者とみなされている。
トレーズの士官学校時代には教官で、モビルスーツの操縦や戦略・戦術論に傾注しておりそれが後のトレーズによるスペシャルズの創設につながる。
ヴァンの後見により地球兼統一連合軍の統括元帥に就任。トレーズの軍内での後見人の役割を担う。
ノベンタ
【登場編：-|○|-|-|-】
地球圏統一連合大将。温和で平和主義な人物で、モガディシオの反乱に対し意見の対立するヴァンとベンティの仲裁を行う。攻略後、モガディシオには彼の名を冠した巨大レーザー砲が設置されるほど軍内部に絶大な影響力を持つ。
ベンティ
【登場編：-|○|-|-|-】
地球圏統一連合中将。モガディシオの反乱に際しトレーズ率いるMS部隊の投入を主張するヴァンと意見を対立させる。
ミリオン・リデルハート
【登場編：-|○|-|-|-】
連合宇宙軍総司令官。宇宙戦艦ピースミリオンの建造を計画、実行するほどの大艦巨砲主義者。
第一次月面戦争時において、アルテミスのMS隊に翻弄されマリウス・プラントを吹き飛ばしてしまう失態を演じる。その後サジタリウスに乗り込んできたアルテミスに投稿し捕虜となる。
准尉時代には戦艦ヴェルソーに司令官クラレンス・セプテムの補佐として搭乗していた。
セプテム
【登場編：-|○|-|-|○】
地球連合宇宙軍少佐。
指導者ヒイロ・ユイの片腕として活動していたアインと会談予定であったが、アインの妻アンジェリーナが誘拐され、それを追うアインが宇宙軍管轄のスペースポートに侵入した際射殺しようとする。
後に指導者ヒイロ・ユイの殺害をアディンに依頼した。
第一次月面戦争時には地上軍統括本部詰めの参謀として参戦。実質的な敗戦にトレーズが参加した記録を残したくないヴァンの意向を受け手柄を譲られ短期間で准将にまで異例の出世を遂げる。
その後L3方面軍指揮官を経て暗殺されたドッツエントの後任としてバルジ要塞指揮官に就任。報復として、無実の民衆を含む捕虜の公開処刑を行おうとし、第二次月面戦争のきっかけを作る。
第二次月面戦争はスペシャルズの介入もあり膠着状態となるが、癒着しているバートン財団との関係を悟られないためにトロワ・バートンとの連合軍将兵の捕虜交換を受け入れ終戦する。
シェーシチ・オネゲル
【登場編：-|-|○|-|-】
地球圏統一連合軍、海軍第三艦隊司令官。圧倒的戦力で反乱軍をサンクキングダムもろとも壊滅しようとするが、カテリナの駆るワイバーンの活躍によって敗北し、艦隊の大部分を無傷で鹵獲されてしまう。
失態を挽回しようと、外交的手腕を用いて第四・第五艦隊と反乱軍の会戦直前に、カテリナとワイバーンの制御AIであるサムをロームフェラ財団の会合に呼びだすことで無力化しようとするが、サンカントに見抜かれサブリナと本物のサムが出席することで策は崩れ、再び大敗のきっかけとなってしまう。
彼の挫折が、この後三代にわたって続くピースクラフト王家とオネゲル家の因縁の端緒となる。
クラレンス・セプテム
【登場編：-|-|○|-|-】
少佐。戦艦ヴェルソーの司令官として、新鋭機ジュゴンを持って地球降下を図るカテリナを待ち受けるが、あっさりとそれを許してしまう。上記のセプテムとの関係は不明。
ドッツエント
【登場編：-|-|-|-|○】
地球圏統一連合宇宙軍准将。バルジ要塞指揮官。思慮に欠け頑迷な典型的な無能な人物で、廃棄コロニーの事故ではその性格ゆえ後手に回り被害を拡大させたうえ、バルジ砲の連続発射でさらに被害を増やしかねなかったが、アディンらの活躍により回避された。
極度の高所恐怖症のため航空機が苦手であり、月面での移動は常にバギーで行うという臆病な一面を持っている。
対宇宙強硬派でレジスタンスの暗殺対象となっており、最後はバルジ内部に潜入したディオ（ファザーマックスウェルの前身）により暗殺されるが、これがセプテムのバルジ要塞司令の着任と公開処刑の実施を招き、第二次月面戦争へとつながることとなる。
ブローデン・ディエス
スペシャルズの二級特尉。第二次月面戦争では8機編成のスペースエアリーズ隊を率いて参戦するも、静かの海において五飛の乗るトールギス始龍と遭遇。瞬く間に5機の部下を失い撤退する。
撤退中に偶然獠牙救出作戦中の竜姉妹の操る魔王と遭遇。撤退中のためブローデンには交戦の意図は無かったが逸った部下が魔王に攻撃をしかけ、相打ちで胡蝶を殺害してしまう。部下との交戦後走り去る魔王を追撃することなく撤退する。

### 反乱軍、レジスタンス
アイン・ユイ
【登場編：-|○|-|-|○】
反連合のリーダーであるトレーズの実父。ヒイロ・ユイ暗殺事件の際に叔父ヒイロと共に現場に同行しており、そのまま死亡したと思われていたが、右目と左足を失いながらも生還していた。
ゼクスにZEROシステムのユニット・ボックスを託し、息子トレーズに届けるように依頼した。
妻アンジェリーナと血の繋がらない息子ヴァンが死亡した事件は彼が画策したものである。苦渋の選択で妻に手を掛けたのも全てはトレーズを守るためであった。
ジェイ・ヌル 、ドクターJ
【登場編：-|-|○|○|○】
ヒイロのカレッジの友人であり、後のドクターJである。「ワイバーン」を造った。
ヒイロを反地球統一連合を掲げる地下組織に勧誘していた。
その後未完成のプロトゼロを開発、ガンダムの技術を仲間たちと高め合った。スナイプ用MSとしてツインアイを採用し、そのフェイスは見栄えが良いと性能よりも見た目を重視した仲間達は皆同じ顔を採用した結果、ガンダムはそれぞれ開発が分かれても同規格の如く共通化された。その後はオペレーション・メテオ用に完成度を高めたウイングガンダムを開発、二人のアディン・ロウ・ジュニアに競い合わせた。
アニメ本編で死亡されたと思われていたが生存。コールドスリープが可能な冷凍カプセルを二基建造し、リリーナとヒイロに与えた。その後の消息は不明。
マルティクス・レクス
【登場編：-|-|○|-|-】
地球圏統一連合軍に対抗する反乱軍の参謀補佐官。後のピースクラフト王。
当初は反乱軍のいち大尉でしかなかったが、単身ワイバーンで現れたカテリナ・ピースクラフトの護衛監視を命じられて以降は彼女と意気投合し、後にカテリナを主体とした反連合組織《シャーウッドの森》の一員となる。
非常に優秀であったが、「多分」という言葉を口癖のように使っており、優秀な作戦を立案してもいつも言葉の最後には「多分」という言葉がつくため、人を不安にさせてしまい、その点において作戦参謀としては悪癖だと言う評価もある（この悪癖がついたのは、AC146年4月以降《シャーウッドの森》に参加して以降とも言われる）。
D・D（ダイヤモンド・デスペラード）、プロフェッサーG
【登場編：-|-|○|-|○】
反地球統一連合の一員。ドクターJをライバル視していた。世界一固いダイヤモンドの名を称していたが、やがてより固いGND原石に出会うと自身の事をプロフェッサーGと呼称するようになる。
最高傑作としていた魔王以外はMSは作らないと宣言していたがウィナー家によって破壊され、ガンダムデスサイズの開発に着手する。
ソルシエール、ドクトルS
【登場編：-|-|○|-|○】
反地球統一連合の一員。女装趣味を持った変わり者。ヘンリーと協力して「アクイラ」を開発した。
ヘンリー・フィーア、H教授
【登場編：-|-|○|-|○】
反地球統一連合の一員。穏やかな心の持ち主。
マイク・ハワード
【登場編：-|○|○|-|○】
OZのMS開発者であり、「トールギス」開発主任。独特の美学の持ち主でありトールギスに乗る物は一人で戦争を終わらせることが出来る「英雄」が相応しいとしていた。  トレーズはその美学に賛同しMS戦闘術を構築、戦場を一新させる。彼の希望で迷彩柄だったトールギスはエレガントな白に変更された。
以前は反地球統一連合に他の博士と共に参加していた。
呉王龍(ウー・ワンロン)、老師O
【登場編：-|-|○|-|○】
反地球統一連合の一員。厳格な人物で独特の戦争観を持つ。
五飛の家庭教師も担当し、五飛の元に行く際は魔法使いを竜一族に貸し与えた。自身はトールギス始龍を建造しており、ガンダムの試作には着手しなかった。
チック・パーガン
【登場編：-|-|○|○|-】
サンクキングダムの兵士。戦車隊を務め、カテリナ女王の雄姿を目撃していた人物。
その後は代々ピースクラフト家に仕え、サブリナの孫リリーナの執事を務める。サンクキングダム製ナノマシンを体に所持しており、瀕死のリリーナに移植を行った。
セディッチ
【登場編：-|-|○|-|-】
シャーウッドの森に参加している大男。階級は軍曹。
シス、パーガンに次ぐ腕前を持ち陸戦戦車部隊では一番頼れる存在とされ、シャーウッドの森が宇宙に上がりアウトローと名を変えた後は、アポロンを任される。
アルテミスの父親。
アルテミス・セディッチ
【登場編：-|○|-|-|○】
反乱軍を率いる女性。かつてトレーズ率いるスペシャルズとの月面戦で敗北を喫し、その後のバルジに於けるテロ戦でも敗北している。
第二次月面戦争にも参加するが、ウイングガンダムで狙撃を担当していたアディン・ロウ・ジュニア《ベータ》によって連合の艦と勘違いされ落とされてしまい死亡する。TVアニメに登場したホワイトファングのセディッチ大佐は彼女の息子である。
キャサリン・ポォ
【登場編：-|-|-|-|○】
ジェイ・ヌルの元生徒の一人でクローン技術を研究する女性。バートン財閥に依頼され「レイア・バートン」の幼児クローンと「アディン・ロウ・ジュニア」のクローン生成に成功する。
かつてはアディンの同僚として、チームアオイに所属しており個人の戦闘力も高い。
その後クローン技術とデータを狙ったノイエンハイム・コンツェルンに追われ娘サリィの目の前で殺害される。
サリィとは「子どもが欲しくなったら母さんのクローンを育てる」と約束していた。
サリィ・ポォ
【登場編：-|-|-|-|○】
キャサリン・ポォの娘。本編では故人。
母、キャサリン救出のためイリアとコンビを組みゼクス、エルヴを巻き込み各地を転戦する。
アニメ後はプリベンターの一員として尽力したが、プリベンターの組織力拡大に伴う暴走を抑える事が出来ず死亡する。この事件はプリベンター唯一の汚点とされ、その後組織の暴走が起こる事はなかった。
カーンズ・カラント
【登場編：-|○|-|○|○】
トマス・カラントの弟。
指導者ヒイロ・ユイの後輩で、彼を先生と慕う。
反乱軍の中でアイン派のNo.2の立ち位置を占め、デキムとの主導権争いを行っていた。
竜獠牙（ロン・タウヤー）
【登場編：-|-|-|-|○】
竜紫鈴の息子。竜一族の武人として誇り高い精神を持っており、反連合として娘の胡蝶・妹蘭や一緒に牢から脱出したデュオと共に行動していたが第二次月面戦争で胡蝶を失い戦う意思を失ってしまう。
その後"魔王"・シェヘラザード・プロメテウスを強奪しウィナー家に届け、二度と不幸が生まれない事を願って解体処理を依頼するが、カーンズによって裏切り行為と判断され直後に殺害される。
竜胡蝶（ロン・フーティエ）
【登場編：-|-|-|-|○】
竜紫鈴の孫娘で竜妹蘭の姉。一族の定めで婿入りの形で五飛と結婚させられる事が決められており、それが一筋の希望となっているため戦いへの決心を揺らがせている。
妹蘭・デュオと共に捕らわれた獠牙を救うために第二次月面戦争に参加。救出後に撤退するもエアリーズから攻撃を喰らい、搭乗していた部分にビームライフルが直撃し即死してしまう。
竜妹蘭（ロン・メイラン）
【登場編：-|-|-|-|○】
胡蝶の妹。男勝りではあるが可憐な性格。”魔王”に搭乗し戦場で五飛の駆るトールギス・始龍と相まみえる。
胡蝶との別れにより五飛との婚約が決定するが、それを認められず、自身を一族最強の人間「ナタク」を自称するようになる。
デキム・バートン
【登場編：-|-|-|-|○】
トロワ・バートン
【登場編：-|-|-|-|○】
アディン・ロウ・ジュニアクローン《アルファ》
【登場編：○|-|-|-|○】
ドクターJの元にいたアディン・ロウ・ジュニア（ヒイロ）のクローン。バートン財閥が確保したクローン成功体の一人であり「アルファ」の名を与えられていた。
後から合流した本物である「ベータ」とMSによる模擬戦を強いられていた。父セイスの思いの分かベータには戦闘能力で劣っており、それを憐れんだベータに第二次月面戦争勃発前にプロトゼロに搭乗し逃亡するよう催促される。逃亡したアルファは戦争の元となるGND原石が埋蔵されている巨大溶岩トンネルを破壊し、バードモードのプロトゼロに搭乗したまま宛てもなくさまよっている所をカトルと出会い、プロトゼロを託し何処かへ去っていった。
カトルと出会った際は「ブラック・アルファ」を名乗っており、見た目もみずぼらしく髭や髪もボサボサに生えていたため、後にベータであるヒイロに出会っても気が付かなかった。

### ロームフェラ財団
サンカント・クシュリナーダ
【登場編：-|○|-|○|○】
ロームフェラ財団代表。トレーズの祖父。
財団代表就任前、サブリナの乗る地球使節団のシャトルの爆破テロを指揮し、地球と宇宙の対立を決定的とする。その後コロニー独立運動の集会に参加し、若き日の指導者ヒイロ・ユイと論戦を繰り広げる。議論はかみ合わなかったものの、ヒイロのことを認め以後友人となる。
財団代表就任後、サンクキングダムと連合軍の戦いにおいては、外交手腕を発揮しサンクキングダムの勝利を陰から演出する。その後も、ロームフェラ財団代表として地球圏統一連合に影響を持ちつつ、レジスタンス組織『シャーウッドの森』にクシュリナーダ家当主として資金援助を行い、迷っていた指導者ヒイロ・ユイに行動を行うよう諭すなど、孫のヴァンに引き継がれる「コントロールされた戦いによる平和」構築を進める。
シャーウッドの森の後身であるアウトローにも引き続き資金援助を行っていたが、彼らが戦闘動画をネット上に上げたことを、ヒイロやピースクラフト家の活動の足を引っ張る、戦いを市民に広げる行為と判断して援助を停止する。
晩年は娘であるアンジェリーナを溺愛する頑迷で前時代的思想の持ち主となっており、アンジェリーナの妊娠を知ると、宇宙での出産が危険という迷信からアンジェリーナをアインの元から拉致し強引に離婚させ、財団の有力者であるカタロニア家のフンデルトと再婚させる。
アンジェリーナ・クシュリナーダ
【登場編：-|○|-|-|-】
トレーズとヴァンの母親。ロームフェラ財団代表サンカント・クシュリナーダ公爵の一人娘。アイン・ユイとの熱烈な恋愛を経て半ば駆け落ち状態でコロニーに移住し結婚。しかしトレーズの妊娠を知ったサンカントにより地球に連れ戻される形で別離し、後に政略結婚により二十歳以上年上のフンデルト・カタロニアと再婚させられ、彼との間にヴァンを儲ける。
アイン・ユイが指導者ヒイロ・ユイの暗殺に巻き込まれて死亡したことを契機に、心身のバランスを崩しサンクキングダムの王立病院に入院、さらにサンクキングダム崩壊前にL-1コロニーに転院し、そこでヴァンの暗殺に巻き込まれ死亡する。
精神を病み、地球の代表であるクシュリナーダ家とコロニーの代表であるユイ家の間に懸け橋として生まれたトレーズに世界の支配者となることを求める一方、愛情のないフンデルトとの子であるヴァンに全く興味を向けない彼女の姿が2人の息子の成長に大きく影響を与えることとなった。
ツバロフ・ビルモン
【登場編：-|○|-|-|-】
ヒイロユイ暗殺による5博士の逃亡後、セイスと共にリーオーの開発を行った技師。
トラゴスの開発に成功し、担当していたマリウス・プラントで量産体制を確立しようとするも、無理なスケジュールによる労働環境の悪化から労働者の反乱を招いてしまい更迭された。この労働者の反乱が第一次月面戦争のきっかけとなってしまう。
ウェリッジ侯爵
【登場編：-|-|○|-|-】
ロームフェラ財団の一員で、親サンクキングダムな思想の持ち主。サンカントの旧友。
サンクキングダムが戦火に巻き込まれた際、サブリナを説得し宇宙に疎開させる。
地球にワイバーンで降下したカテリナを一時匿い、同様に地球に降下したサブリナ、指導者ヒイロ・ユイの世話を行う。
TVアニメに登場するウェリッジ侯爵の祖父。
エリック・シャーゴールド、エリック・ピースクラフト
【登場編：-|-|○|-|-】
サンカント・クシュリナーダの親友。
もともとは貴族出身ではなかったが、親族からの莫大な遺産と地位を相続してから財団の重要な地位についた。
ウェリッジ侯爵と親交があり、その関係でサブリナの補佐役となる。
サンクキングダムと連合軍の停戦会議において、講和条件として提示されたサンクキングダムに対するピースクラフト家の総資産の5倍以上という莫大な賠償金を受諾するようサブリナに進言、サブリナに内密にその全額を彼の個人資産で賄った。
その後、サブリナに求婚されピースクラフト王家に婿入りする形で結婚、シャーゴールド家の資産は他家の養子となった場合は相続できない決まりとなっていたため親族のマックスウェル神父に相続されることとなる。
サブリナとの間に娘カテリーナを儲けるが、その3か月後にカテリナを恨む元軍人の爆破テロにより死亡。

### サンクキングダム
サブリナ・ピースクラフト
【登場編：-|-|○|-|-】
サンクキングダムの王女で、リリーナの祖母にあたる人物。外見は金髪であることを除けばリリーナと瓜二つ。消極的で大人しい性格だが芯は強い。サムウェアという名のノルウェージャンフォレストキャットを可愛がっている。
公にはシャトルの事故で死亡したことになっている。
カテリナ・ピースクラフト、シス・マーキス
【登場編：-|-|○|-|-】
サブリナの双子の妹であるが、双子は一緒に育てられないというサンクキングダムの習俗で、L-1コロニーのドーリアン家に引き取られ育つ。積極的で活発な性格で、家庭教師であるヒイロへの恋心を自覚している。リリーナの大叔母にあたる。
美しい金髪と透き通る青い瞳を持っており、その容姿はリリーナに限りなく近い。また動物全般を愛するが、サブリナと違って本物のサムはなかなか懐いてくれていない（ワイバーンのAIであるサムは彼女と共に戦っていたが）。
AC145年11月26日、サンクキングダムが衛星軌道上からの核弾頭ミサイルで攻撃される事実を掴んだカテリナは、ジェイがサムの人格データを組み込んで開発した《ワイバーン》に乗って出撃。27日午前0時に発射されるようセットされていた攻撃衛星を見事破壊し、核弾頭ミサイルも地球圏から遠ざけることに成功。そのまま大気圏に突入し、サンクキングダム王国を占拠した反乱軍に宣戦布告をし、王政復古の宣言をした。
その後はウェリッジ侯爵の協力もあってAC145年12月に入り、サンクキングダムを占拠、王はじめ王家関係者を人質にとった反乱軍に単独で接触した。そして卓越した外交手腕と圧倒的なカリスマ性によって反乱軍と軍事同盟を結び、連合軍からの独立を目指すことを決めている。
AC146年5月頃、彼女は新たに《シス・マーキス》と自らを名乗るようになり、男装の麗人を演じ、自らを戦士として律するようになる（彼女が纏った仮面は、ゼクス・マーキスが纏っていたものと酷似している）。

## 登場兵器
いずれもデザイン画が公開されておらず、ほとんどの機体は文字情報のみ設定されている。

### 新型モビルスーツ
マーズスーツに対抗する抑止力として、ドクトルTとW教授によって火星歴で6年（地球時間で12年）の年月をかけ制作された4機のモビルスーツ。完全平和主義に基づく平和法により、モビルスーツに関係するデータはすべて失われており、開発が難航する中、ウィナー家所有の古い資源衛星の格納庫で解体されて放置状態であったガンダニュウム合金製のMSが発見される。その後、それらのMSは『第二次月面戦争』において使用された、ウイングガンダムゼロとオペレーションメテオで降下した5機のガンダムの間に開発された試作機と判明。これらを現在の技術でブラッシュアップしたのが以下のMSである。
物語開始時点ではドクトルTの担当したシェヘラザード、プロメテウスは完成度80%と、W教授の担当する白雪姫、魔法使いより遅れている。

#### 白雪姫(スノーホワイト)
機体解説
W教授が開発したMS。
ガンダムタイプかどうかは不明だが、開発者である二人はガンダムを意識してこの機体の製造をしていた。
外見はウイングガンダムプロトゼロに酷似したものであるらしいが、その外見が元からなのか開発者の二人が意図的に似せて作ったのかは不明である。
ウイングガンダムゼロ同様の白い翼を有することも表記されている。可変機構の有無は不明。
オペレーションメテオ以前のMSが基でありながら、スペックは現在の主要マーズスーツや、IIやIIIからの大幅な改良を加えられたビルゴIVにもひけをとらず、特にその機動性は最新技術で作られた凄まじい超速力、誘導性を持つ計測不能名ほどの無数のミサイルを青白い粒子を残像として残しながら余裕で回避しつつ振り切るほど。
また、ブラックウイングのバスターライフルの直撃をうけても本体は無事であり、通常の機体と一線を画すガンダニュウム製のMSの防御力も健在である。加えて通常の機体ならば行動不能になると言われる火星の強力な磁気嵐の中でもステルスマントを羽織るだけで稼働可能である。このステルスマントは火星連邦の監視衛星でも発見不可能とされる特殊なステルス機能を持つ。色は白。
ゼロシステムが搭載されているが、ウイングガンダムゼロやエピオンと異なり意図的なオンオフが可能。
基本武装はカートリッジ装填式の新型バスターライフル(装弾数は三発、予備カートリッジ三発を携行)とビームサーベルで、かつてヒイロが搭乗したウイングガンダムに通じるところがある。
追加武装として『七つの矮星（ジーベンツバーク）』という特殊な弾頭を新型バスターライフルにセットし、七つの特殊な効果(W教授は特性と表現)を持った砲撃を放つことが可能。文章中では弓矢のように表現されるが、クロスボウ状の武器だと言及されている。その能力は色によって分かれており、以下のように表現されている。
赤《ロート》……高温の特性を持つ。発射後赤く発光し灼熱に包まれた「火の鳥」が目標に向かい着弾する。青と組み合わせる事で特殊な化学反応が発生する。
青《ブラウ》……超低温の特性を持つ。発射後青く発光し氷の翼を持つ「青い鳥」が羽ばたき、四方に展開し白鳥座をイメージさせる十字に絶対零度に近い冷気を発生させる。赤と組み合わせ青い炎を発生させ、温度差による機体ダメージを与える。
黒《シュバルツ》……暴風の特性を持つ。発射後白く発光した直後「巨大なカラス」のように駆け、周辺に機体を捲き上げる程の竜巻を発生させる。
白《ヴァイス》……雷撃の特性を持つ。発射後白い発光物は散開し、「白い小鳩」の群れは着弾後天に向かって逆雷を放つ。プラネイトディフェンサーのような電界を持つ兵器と相性が悪い。
緑《グリユーン》……植物の特性を持つ。発射後緑の閃光は天に向かい緑色のオーロラを発生させ、直後数百本の濃緑色の光が降り注ぎ、植物の蔓のように変化しMSを絡み取り、地面に根付き敵を鎮圧する。
銀《ズィルバー》……貫通の特性を持つ。発射後先端をドリル状に形状変化させ、コクピットを貫く。「MG合金」によって作られた弾丸はガンダニュウム合金製MSの装甲を確実に穿つ。
金《ゴルド》……特性は不明。発射後、黄金の矢が刺さった部分を中心に黄金の輝きを放ち、強力EMP攻撃を仕掛ける。トールギスヘブンに搭載されている「ナノディフェンサー」を改良した物で、全ての色がナノマシンによる作用である事を示唆している。
劇中での活躍
本編
人工冬眠より目覚めた、ヒイロ・ユイが搭乗。カトリーヌ離反の追撃に、魔法使いと共に投入されMDマグアナックと交戦。途中合流したシェヘラザードの支援として派手な機動で注意を引く囮役を務める。
その後、ラナグリン共和国のゼクス上級特佐の搭乗するエピオン初号機と老師・張のエピオンパイとの交戦に介入、戦場に投下した予備エネルギーカートリッジのプライマーへ、バスターライフルによる狙撃を行い爆破、随伴するビルゴを行動不能に陥らせる。
過労によるヒイロの離脱により、代わってW教授が乗り込み七つの矮星を用いてプロメテウスの奪還を果たす。
そのままW教授が搭乗し、リリーナシティーへ侵攻するビルゴ部隊と交戦する。
バベル迎撃にあたって復帰したヒイロが搭乗、バベルに痛撃を与えるが、リリーナ救出のためヒイロがバベルに潜入するため放棄される。
バベルからの撤退にあたり、ヴァンのブラックウイングによる追撃に対し再びW教授が搭乗。魔法使いとの連携でブラックウイングの撃破に成功する。
最終決戦に当たり、三度ヒイロが搭乗。ゼクス上級特佐のエピオン初号機とトールギスヘブンとの戦闘に乱入し、七つの矮星の金《ゴルド》により、エピオン初号機とバベルを機能停止にしすべての戦いに決着をつける。
ゼクス・ファイル
劇中では主にプロトゼロと呼称されていた。ジェイ・ヌルが独自に開発したガンダニュウム合金製モビルスーツ試作零号機。
ジェイ・ヌルによる改修が行われておりゼロシステム無しでも起動が可能。
ウイングガンダムゼロ同様に可変機構を備えておりバードモードに変形可能。
下記のウイングガンダムスノーホワイトプレリュードおよび漫画『新機動戦記ガンダムW Endless Waltz 敗者たちの栄光』に登場するウイングガンダムプロトゼロと同一の仕様かは不明。
ゼロシステム未搭載で、かつ武装も未完成の状態でアディン・ロウが搭乗し、当初はバスターライフルの狙撃データ採取を兼ねた連合軍基地への襲撃へ投入される予定であったが、廃棄コロニーの事故を受けその破砕作業にメッサーツバークをドライツバークバスターモードで搭載し急遽投入された。
破砕作業にあたっていたノインの乗るシェヘラザードが不測の事態により行動不能になり、バルジ砲の砲撃に巻き込まれそうになったことを受けた、ゼクスが再起動したレジスタンスの秘密施設に存在するゼロシステムから情報を受信、コロニーの破片及びバルジ砲のコアクリスタルをドライツバークを装備したバスターライフルの狙撃により破壊することに成功する。
挿絵から、この時の機体の外見はウイングガンダムプロトゼロに非常に似通っているのが分る。
その後、ゼロシステムが搭載されアディン・ロウ・ジュニアクローン《アルファ》が搭乗し、開発中のウイングガンダムのアグレッサーとなるが、第二次月面戦争前にアルファの脱走に伴い強奪される。
ゼロシステムに誘導されたアルファにより第二次月面戦争の原因となったGND原石の鉱床の存在する月面南極のエイトケン盆地をドライツバークバスター・ドッペルトで消滅させるも、開戦の阻止には至らなかった。この際、ドッペルトのあまりの威力で月は変形したとされている。
第二次月面戦争後、アルファの手によりウィナー家の資源衛星にネオバードモードで運び込まれ、カトルに譲渡された後、カトルの父ザイードの命により解体される。

##### ウイングガンダムスノーホワイトプレリュード
スノーホワイトのプロトタイプ（プレリュード＝前奏曲）とされる機体。2019年11月にフィギュアブランド「GUNDAM FIX FIGURATION METAL COMPOSITE」で詳細が公開された。12巻表紙に写っているスノーホワイトをカトキハジメがプロデュース、サンライズ・著者の隅沢克之が監修を務めている。新たに「ノイエツバーク」という6つの新型ツバークを装備し、従来のメッサーツバークと同様にツインバスターライフルに接続出来る他、「モードアンセム」「モードロンド」といった形態変化を可能としている。本機が小説本編で活躍したスノーホワイトなのかは不明（ジーベンツバークを装備した白雪姫が完成体だと想定される）。

#### 魔法使い(ワーロック)
機体解説
デュオの搭乗するMS。装備はビームサイズで、2振りを装備する。具体的な内容は不明だが、隠密行動により真価を発揮する機体。
白雪姫同様ガンダムタイプかどうかは不明だが、ツインアイタイプのMSとして描かれており(二機ともステルス機能付きのマントで機体を覆っている)、パイロットのデュオも「ガンダムパイロット」とされている。
デスサイズ系列同様にジャミング・カメラのハッキング機能を備えており、自身の姿を分身させたり空に満月を出現させたりといった芸当を可能としている。
「マーズリミッター」と呼ばれるシステムを解放すると、モード：フェンリルと呼ばれる四脚歩行型に変形し移動速度を更に上げる事が出来る。この際ビームサイズは蝙蝠のように変形し、体の横からサイズを出現させ素早く切り裂く事が可能になった他に、正面に対しビーム砲としても使用が可能となる。また装甲が十個パージされ、遠隔操作によってビーム射撃を行う事が可能。この遠隔操作はデュオ一人でも行えるが負担を軽減するために一緒に搭乗したカトリーヌが担当していた。
また、この状態でも通常形態より航行距離は劣る飛行モードで空を駆けることも出来る。元々は四脚兵器「魔王」をベースに開発した物で、二足歩行形態はウイングの変形に影響されたプロフェッサーGが後から追加したモードである
劇中での活躍
本編
デュオ・マックスウェルが搭乗しヒイロと共にプロメテウス追撃のため出撃。白雪姫と共にマグアナックMDと交戦。続けざまにビルゴIV・エピオンと交戦する。
その後もプロメテウスを強奪したカトリーヌ一派を追い掛けナイナのハートオブクイーンと対峙するも、デュオがナイナに対し好戦的ではないため決着は着かず。その後海戦で囮として使われるが敵機を撃退した後に離脱、ドクトルT達が人質に囚われたのを無視して単身乗り込もうとするがW教授・トロワに阻まれ合流、リリーナ・シティの部隊とラグナリン共和国の部隊の戦いに介入、ナイナ等と共に行動する。
その後ヴァンが駆るウイングゼロ"黒い翼"と交戦、W教授が敗北するとファザーの許可でマーズリミッターを解除し"魔王"となる。カトリーヌを同乗させ遠隔射撃を行いながらも"黒い翼"を追いつめた。最終決戦ではナイナのハートオブクイーンと共に数多くのMSと対峙した。
ゼクス・ファイル
テストパイロットとしてゼクス・マーキスが搭乗し、反乱軍の一員として戦う。この際ゼクスの活躍を間近で目撃していたカーンズは、ゼクスの駆る"魔王"の白い牙から後に「ホワイトファング」という組織を作り上げた。
ゼクスが反乱軍の元を離れ、プロフェッサーGの元に戻され開発が進められたが、老師Oが自分のコロニーに帰る際に持って行ってしまう。その後は竜姉妹の搭乗機として第二次月面戦争に参加。デュオ・獠牙を救い離脱の最中、エアリーズの攻撃がコクピットを直撃し胡蝶が死亡してしまう。娘を失った悲しみで獠牙は試作一号機を"魔王"含めて全て持ち出しウィナー家で解体されてしまう。「最高傑作の"魔王"以外作らない」と豪語していたプロフェッサーGは、"魔王"を失った事で新機体「ガンダムデスサイズ」の開発に着手した。

#### シェヘラザード
機体解説
ドクトルTが開発中のMS。白雪姫・魔法使いの二機よりも開発が遅れているが、その状態のままプロメテウスを止めるためにトロワ・フォボスが出撃した。後にカトリーヌが搭乗する。
ドクトルTを以ってして「踊るアサシン──密接戦のみに特化した凶器の人型兵器」であり、ジャンビーアというアラビア風の短剣を装備し、『ベリーダンス』という民族舞踏をするかのような流線動作が可能。ジャンビーアには「MG合金」と呼ばれるガンダニュウム合金よりも固く鋭い希少金属が採用されており、対ガンダム戦でも簡単に引き裂く事が可能。「密接戦」においてのみ最強クラスの戦闘能力を発揮する。
本来はシャムシールという長い新月刀も装備される予定だったが、ソフトウェアの誤作動によって持たせることが出来ていない。ゼクス・ファイルにて過去の姿が確認されるが、頭部を中心にかなり変更されている。以前はサンドロックと同様にヒートショーテルが主武装だった。
劇中での活躍
本編
プロメテウスを強奪したカトリーヌを追うためにトロワ・フォボスが搭乗。幾度となる追撃でプロメテウスを追いつめ、MG合金によって作られたジャンビーアでシェヘラザードを戦闘不能に追い込み解体した。
デュオがドクトルT等を見捨てようとした際には正面から対峙し、接近戦に自信のある魔法使いを密接戦で難なく組み伏せた。
その後はカトリーヌと機体をトレードし本機にはカトリーヌが搭乗し戦闘を行う。
最終決戦では昔仲違いしたステラの旧式マーズスーツと対峙。ヒイロが戦場を鎮圧するまで踊るように戦い続けた。
ゼクス・ファイル
ルクレツィア・ノインがテストパイロットとして搭乗。廃棄コロニー破砕作戦に参加しヒートショーテルで少しずつ解体していたが些細なミスから戦闘不能になってしまう。ノインが離れた後、L-4コロニーで子供のカトルが搭乗、エルヴのプロメテウスと戦い十字架重機銃砲を破壊し才能の片鱗を見せた。
第二次月面戦争後、他の試作一号機と共に解体され、資源衛星に秘匿された。

#### プロメテウス
機体解説
シェヘラザードとともに開発中の機体であったが、未完成のままカトリーヌにより奪取される。奪還後はトロワ・フォボスによって運用される。ヘビーアームズ改（EW）と同様にピエロのようなマスクを装着しており、更に全身に重火器を内蔵するタイプの機体である。
最大の特徴は、自身の全長以上に大きな十字架型の兵器を武器として持っていることであり、この武器にはガトリングガン、マシンキャノン、ホーミングミサイルといった強力な火器が搭載されている。
80%まで未完成ながらも火力は魔法使いよりも上とのこと。唯一未完成ながらビジュアルが公開されているFTの試作一号機MS。ゼクス・ファイルでも姿が確認されるが未来の姿と寸分違わない見た目であった。
劇中での活躍
本編
未完成のままカトリーヌが強奪、幾度となくヒイロ等と対峙するが、W教授の白雪姫とトロワのシェヘラザードに追い詰められ奪い返される。カトリーヌが合流してからはトロワ・フォボスが搭乗し、"黒い翼"や最終決戦に投入された。最終決戦では「敗者たちの栄光」に登場した「ダムゼルフライ」を装備。空輸でヒイロの元に白雪姫を届けた後に25機のビルゴIVと対峙し殲滅した。
ゼクス・ファイル
エルヴ・オゲネルがテストパイロットとして搭乗。廃棄コロニー破砕作戦等に投入される。エルヴが火星に離れた後はバートン財閥に譲渡され、財閥の御曹司であり反乱軍部隊長のトロワ・バートンが搭乗しバルジ攻略戦に投入される予定だったが、これをトロワが恐怖心から拒否。プロメテウスの整備を手伝っていた名無し(アニメ本編におけるトロワ)に代わりに搭乗してもらい戦争に投入される。名無しの活躍でバルジ鎮圧に成功するも巨大十字架重機銃砲を失ってしまう。この時の戦いに於ける主武装を失った後悔は、後に名無し（ドクトルT）がプロメテウスを再建造する際に味わう事となった。その後ウィナー家の手によって他の試作一号機と同じように解体された。

### その他のモビルスーツ

#### エピオンパイ
機体解説
トレーズが開発したガンダムエピオンの設計データを入手した老師・張が独力で開発したMSでガンダムエピオンの2号機である。
基本はオリジナル機と同様だが、新たにビームカノンとマシンキャノンを搭載したドラゴンハングとビームトライデントを装備しており、ヒートロッドとビームソードは外されているほか、カラーリングはトレーズのパーソナルカラーを彷彿とさせる白と蒼である。かつてのシェンロン・アルトロン同様、張はこの機体を「ナタク」と呼んでいる。
オリジナル機と同様にZEROシステムを搭載し、MA形態にも変形が可能。MA形態時にはドラゴンハングが三つ目の頭となり、三つ首の翼竜となる。
劇中での活躍
本編
エピオン初号機と対峙するために老師・張が搭乗。互いにMA形態での初戦闘にも関わらずZEROシステムを起動しないままにゼクスのエピオンを圧倒した。その後MS戦に入りZEROシステムを起動し圧倒するも、ビルゴIVの介入により苦戦を強いるがヒイロ・デュオの介入でこれを撃退する。イシディス湾での戦いで、再びエピオン初号機と50機のビルゴIVと対峙。ビルゴIV相手にクラッキングを仕掛けながらもエピオン初号機と戦い続け、1時間以上ZEROシステムを起動させる等強靭な精神力を見せつけた。その後、"黒い翼"に撃墜されたトールギスヘブンを救い、張が戦いの疲労から戦闘不能になるが復帰後最終決戦に再び投入される。ヴァンの操縦するサーベラス3機を相手に独自のZEROシステム攻略法を見せ圧倒した。

#### エピオン初号機
機体解説
トレーズが建造したオリジナルのガンダムエピオン。AC歴に建造され、数十年後の月日が流れても、今なおも現存している数少ないMSの中の1機。EVE WARS後にミリアルド（現キュレネの風）によって火星に隠されていたがディズヌフによって回収され、現在はラグナリン共和国のゼクス・マーキス上級特佐が搭乗している。
過去にウイングガンダムゼロとの決戦で切り落とされた左腕は銀色の新造パーツとなっており、MA形態時に双頭の竜となる足先にもビーム砲が追加されている。
劇中での活躍
本編
プリベンターを討つために幾度となく投入されるが、老師・張の活躍によりそれを阻まれる。最終決戦ではヒイロ・ユイの搭乗する白雪姫と戦い、”金の矢”によってZEROシステムを封印されて機能を停止した。

#### トールギスヘブン
機体解説
A.C.195に破壊されたトールギスIIの部品を、キュレネの風が回収・組み付けし、最新技術で改良したモビルスーツ。パイロットはキュレネの風。後に彼に代わりミルが一時的に搭乗する。
武装はドーバーガンとビームサーベル、円形シールド。さらに対無人機用に『ナノディフェンサー』を装備している。これは空中に散布したナノマシンにより、無人機の蓄積データを一瞬でリセットさせるもの（この時、無人機のシステムを管理する人間がいれば、データをフィードバックさせて再起動させることが可能）。かつてトレーズ・クシュリナーダが、モビルドールを壊滅させるべく研究者に設計開発を依頼したもので、最近になってようやく実用段階に漕ぎ着けたものであるとのこと。散布される微粒子は、黄金に光り輝く。
劇中での活躍
本編

#### トールギス始龍
機体解説
トールギスの開発者の一人である老師Oがレジスタンスに合流後に独自に竜一族の守り手として製造され建造したモビルスーツ。トールギスとの差異は、フェイスガードがなくリーオーと同様の形状となっていることである。AC190に実戦投入された際は四聖という4つの追加装備を搭載している状態で運用された。
白虎……リーオーIV型グライフの装甲を容易に切断する実体剣。蒼龍と連結することで両刃の長鑓としても扱える
蒼龍……玄武の裏に装着されるビーム砲としての機能も有するビームグレイブ。
玄武……腕部に装着する円形シールド。ビームサーベルを受け止めることのできる防御力を有する。
朱雀……背部に搭載される高出力スラスター。その加速は殺人的であり、五飛も吐血している。
劇中での活躍

本編

#### ブラックウイング
機体解説
ヴァン・クシュリナーダが操縦する黒いウイングガンダムゼロ。
本文中には具体的な描写が存在しないが10巻の表紙で全身の外観が公開されており、Endless Waltz版のウイングガンダムゼロに酷似しているが、機体色以外に腰部オリジナルにはない蝙蝠の羽根状の追加パーツが確認できる。
武装として、バスターライフル、ショルダーバルカン、ビームサーベルが確認できる。
ZEROシステムにより遠隔操縦されており、無人の状態で運用されていた。
劇中での活躍
本編

#### リーオー
機体解説
劇中での活躍
トレーズファイル

##### リーオーII型キマイラ
機体解説
宇宙用リーオー。キマイラは愛称である。
劇中での活躍
トレーズファイル

##### リーオーIII型新型キマイラ
機体解説
II型キマイラの改良型。
劇中での活躍
トレーズファイル
ゼクスファイル

##### リーオーIV型グライフ
機体解説
新型リーオー
劇中での活躍
トレーズファイル
ゼクスファイル

###### シュヴァルツ・グライフ
機体解説

劇中での活躍
トレーズファイル
ゼクスファイル

##### リーオーV型ネメア
機体解説

劇中での活躍
ゼクスファイル

##### リーオーV型レーヴェ
機体解説

劇中での活躍
ゼクスファイル

#### トラゴス
劇中での活躍

##### トラゴスII
機体解説
劇中での活躍
ゼクスファイル

#### エアリーズ
劇中での活躍

##### スペースエアリーズ
機体解説
劇中での活躍
ゼクスファイル

##### スペースエアリーズゴールデンフリース
機体解説
劇中での活躍
ゼクスファイル

#### アクイラ
機体解説
型式番号WMS-01。のちのWMS-03マグアナックの原型となる機体である。
リーオーとは異なる設計思想で作られ、機動性や格闘能力を犠牲に装甲と連装ガトリング砲など武装化力強化に特化した能力を持つ。
そのうえで異常に高い操作性を誇り、コックピット内モニタの見晴らしがよく初心者でも短期間で乗りこなせる簡易操縦を可能とする。
設計はドクトルSとH教授の二人。作成はAC190年前後で、バートン財団の財力で150機以上作られ反乱軍バートン派閥により運用された。
劇中での活躍
ゼクスファイル
AC190年の第二次月面戦争で活躍した。

#### ウィングガンダム
機体解説
劇中での活躍
ゼクスファイル
フレームむき出しの未完成状態で登場する。ベータこと後のヒイロ・ユイが搭乗し、アルファの操るプロトゼロとの模擬戦を連日行っていた。
第二次月面戦争時、ジェイ・ヌルの秘密基地を隠匿するために、バスターライフルによる狙撃任務に従事。知らずに接近した、アルテミスの指揮する月面巨大戦艦キロン及びポロスの艦橋を吹き飛ばし轟沈する。

#### キャンサー
機体解説
劇中での活躍
プリベンダー5
ヒイロが『次の政府事件』の解決要請に応えて、どこからともなく調達した機体として登場する。五飛の推測では、底に沈んでいた残骸を回収し自力で組み上げたもの。
サンクキングダム・キャッスルへの潜入に使用されたほか、事件終盤逃亡するディズヌフの追撃に使用され、ビルゴIIIアストリアとの一騎打ちを行い勝利するも大破。むき出しのヒイロが核爆弾の爆発により被ばくすることを防ぐためリリーナはP・P・Pを起動することとなる。

### マーズスーツ
「火星作業用機械MTF《マーズ・テラ・フォーマー》」を戦闘用に改造した二足歩行機械の総称。かつて地球圏で使われていた「建設及び工業労働用有腕式拡充型宇宙服MS《モビルスーツ》」はその技術の殆どがプリベンターの手で失われてしまったためルーツが違う。作中に登場するMSの殆どはマーズスーツと呼称されるが、「ガンダム」を起源としたMSは開発者の意向もありモビルスーツと呼称される。なお、ウルカヌスで生産されたモビルスーツ由来の機体もラナグリン共和国の意向でマーズスーツと呼称する。

#### マグアナック(モビルドール)
機体解説
カトリーヌが脱走した際、追っ手のトロワに対して持ち出したレプリカ・モビルドール。本家のマグアナック隊MS同様にそれぞれ特性の違う40機で構成されており、隊長機のラシードの他、ビーム砲接近戦機、ビームサーベル白兵戦機、中距離砲援護機、先行撹乱陽動用突撃高速機、防備重装備機が具体的な特徴を持った機体として登場している。
単調な行動パターンが欠点であった従来のモビルドールと異なり、相手の攻撃を瞬時に左右反転して反撃するミラートレース・プログラミングを搭載している。隊長機である『ラシード』のみ有人運用できるコックピットを有しており、手動操縦に切り替えることができる。ラシードは手動操縦時にピアノの鍵盤状のバーチャルキーボードをコックピット内に投影でき、その演奏により他の機体をコントロールすることが可能。
劇中での活躍
本編

#### 無慈悲な妖精たち《マーシレス・フェアリーズ》
同名の火星連邦軍第909特殊独立戦隊が運用するマーズスーツ。リーオーIV型グライフのレストア機。全52機が存在し、ハートオブクイーン、スペードオブキング等、トランプになぞらえたコードネームが与えられ、すべての機体が別個にカスタマイズされており、カメラアイがそのスート状に変更されている。

##### ハートオブクイーン
機体解説
ナイナが搭乗する機体。固定武装として内蔵バルカン砲を搭載しており、初登場時は最大出力時にはビームスピアに近い射程を有するビームソード、ショルダーアーマーに装着可能な実体弾バズーカ、シールドを携帯していた。再出撃時には大型のビームメイスのみ携帯しナノディフェンサーコーティングの赤いライディングホード《赤ずきん》を被っている。
劇中での活躍
本編

##### スペードオブキング
機体解説
カトリーヌが搭乗する機体。同名の部隊員は《ロイヤルストレートフラッシュ》としてバベルに潜入しており、また最終決戦ではカトリーヌはシェヘラザードに搭乗しているが、当機も別途出撃しているため彼女が本来のパイロットではない模様。装備としてはビームランスとハートオブクイーン同様の《赤ずきん》
劇中での活躍
本編

##### クラブオブジャック
機体解説
ミルが搭乗する機体。武装はビームタバール。本来のタバールはインド発祥の片手斧であるが、当機の物はポールウェポンであり、ハルバードとタバールの中間の様な形状となっている。タバールの先端には槍の穂先を思わせるビームソードが搭載されており、斧部分と合わせて複雑な起動で攻撃を行う。
劇中での活躍
本編

##### スペードオブエース、スペードオブジャック
機体解説
2機でチーム《ブラックジャック》を構成する無慈悲な妖精たちの中で最速を誇る可変飛行型マーズスーツ
劇中での活躍
本編

##### エースオブダイヤ、エースオブクラブ
機体解説
可変飛行型のマーズスーツ。ドクトルT曰く、それぞれ高速に特化した機体と重爆撃に特化した機体であるが、どちらがどちらに当てはまるか具体的な描写は無いため不明。
劇中での活躍
本編

##### ハートオブエイト、ダイヤオブエイト、スペードオブエイト、クローバーオブエイト
機体解説
可変水中型マーズスーツ。《8のフォーカード》を構成するが、チームの意味合いとしては大富豪の革命であるとW教授に推測されている。
劇中での活躍
本編

##### スペードオブシックス、ダイヤオブシックス、クラブオブシックス
機体解説
ビーム砲を搭載した重装備陸戦型のマーズスーツ。《6のスリーカード》を構成し、3機での連携を基本戦術とする。チームの意味合いとしては、スミス数、黙示録の魔獣の数字、あるいは親の総取りであるとドクトルTに推測されている。
劇中での活躍
本編

#### ビルゴIII

##### ビルゴIIIアストリア
機体解説
ディズヌフ専用のビルゴIII。有人でも運用できるようにコックピットが搭載されており、追加武装として腰部にミサイルランチャーを搭載している。
劇中での活躍
プリベンダー5

#### ビルゴIV
機体解説
太陽に向かって破棄されていたウルカヌスの入手に成功したノイエンハイム・コンツェルンが、ビルゴIIIをベースにIIの仕様に近付けて開発し現行技術により遥かに性能が向上したビルゴの新型。ネオ・プラネイトディフェンサーはかつてのP・ディフェンサーを凌駕する性能を持ち、以前は防げなかったバスターライフルの防御に成功している。また、ビームキャノンは出力が向上しツインバスターライフル並の威力を発揮する。
劇中での活躍
本編

#### サーベラス
機体解説
ウルカヌスに残っていたOZ-16MSX-Dスコーピオのデータを流用し量産されたMS。型式OZ-20MSX-D。色は黒に塗り替えられた以外に外見の変更はないが中身は最新の物にアップデートされている。
劇中での活躍
本編
ウルカヌスより3機防衛に出撃させるヴァンの遠隔操縦で老師張のエピオンパイと交戦するも、ZEROシステムの変則的な運用にヴァンが翻弄され決定打に欠け長期戦となる。その後ブラックボックスであったMDの解除コードがそのままであったために、W教授等に強奪される。

#### 飛行型無人マーズスーツ
機体解説
火星連邦政府がプリベンダーとゼクス特佐抹殺のために投入した無人機。具体的な性能は不明だがモビルスーツとは格段の性能差があるらしく、ほぼ一方的に撃破されている。
劇中での活躍
本編
500機という大部隊で、プリベンダー部隊およびエピオンを襲撃するも、半数をほぼ一方的に撃破され、残存機も乱入してきたトールギスヘブンのナノディフェンサーで蓄積データを消去され機能を停止した。

#### 旧式のマーズスーツ
機体解説
カトリーヌやデュオの回想に出てきたテロリストが使用している他、最終決戦でステラが搭乗しカトリーヌと一騎打ちを行った機体。それぞれが同一の物かは不明。
劇中での活躍
本編
デュオの回想では、ナイナを誘拐しようとしたテロリストが使用していたが、ほぼ一方的にトールギスヘブンに撃破される。
カトリーヌの回想では、カトリーヌの通っていた学園を襲撃したテロリストが使用していた。
最終決戦におけるステラの機体にはイメージトレースが搭載されており、EVE WARSにおけるミリアルド・ピースクラフトの戦い方を再現し、同様にルクレツィア・ノインの戦い方を再現したカトリーヌのシャヘラザートと一騎打ちを行うも、決着はつかずに終戦を迎えた。

### 艦船及びその他の兵器

#### サジタリウス、ケンタウルス
機体解説
連合宇宙軍の所有する全長300mを超える月面巨大戦艦。飛行能力はなく実質キャタピラ駆動の巨大月面戦車ともいえるものだが、260mm三連装砲等25基、1300mm巨大ビーム砲2門、二連装機銃100という重武装を誇り戦力評価は1隻でMS（リーオーII『キマイラ』及び月面地上用トラゴス『トラゴスII』）50機に相当すると言われる。
劇中での活躍
トレーズファイル
マリウス・プラントにて発生した暴動に端を発する反連合レジスタンスとの会戦『嵐の大洋会戦（第一次月面戦争）』に投入されたが、マリウス・プラントに対する主砲の発射の隙を突き散会したリーオーに有効な攻撃を行うことができずケンタウルスは動力部に集中攻撃を受け大破、サジタリウスは内部に歩兵の突入を許し鹵獲された。

##### キロン、ポロス
機体解説
サジタリウス級月面巨大戦艦第3番艦及び4番艦
劇中での活躍
ゼクスファイル

#### 高機動宇宙戦闘機
機体解説
連合宇宙軍の所有する宇宙戦闘機「嵐の大洋会戦（第一次月面戦争）」において一方的にリーオーに撃破される。
劇中での活躍
トレーズファイル

#### ロビン・フッド
サンクキングダムを占領した地球圏統一連合への反乱軍の旗艦である戦艦

#### クローバー級双胴式大型戦闘空母
地球圏統一連合の空母。

#### ガンシップ・アーマー
地球圏統一連合の大型戦闘機。高速戦闘機型のガンシップ・フォース、機動戦闘機型ガンシップ・ファイター、重爆撃機型のガンシップ・ボンバーの3種類が存在する。

#### ワイバーン
ジェイ・ヌルとトマス・カラントが開発した戦闘機。愛猫サムと離れ離れになったサブリナに譲渡され、プロトZEROシステムである制御プログラムに、DNAから生み出されたAIサムによって制御される。サンクキングダムのためにカタリナが搭乗し、シス・マーキスを騙り戦場を駆け抜ける。その姿はエピオンのMAモードに似ているとされている。

#### ジャック・オ・ランタン
反地球連合組織シャーウッドの森の大型の水陸両用重戦車。月でも運用可能

#### シャーウッド
反乱軍の宇宙巡洋艦

#### アポロン、ヘリオポリス・エアネド
ジェイ・ヌルが開発した宇宙戦闘機。攻撃に特化したアポロンと防御に特化したヘリオポリス・エアネドで連携して運用される。当初は遠隔操縦タイプの無人機で連合軍へのテロ行為に使われていたが、連合軍に接収され、量産の上連合軍の主力戦力として運用されることとなった。
後に、アウトローが再奪取し有人機に改造され運用される。

#### ヴェルソー
連合宇宙軍の旗艦。艦載機として新型無人宇宙戦闘機ジュゴンを搭載する。

##### ジュゴン
合宇宙軍の宇宙戦闘機。アポロンとヘリオポリス・エアネドを解析して作成された。

#### シュティーア
連合宇宙軍の巨大戦艦

#### ジェイバリー
第二次月面戦争において反乱軍デキム艦隊の旗艦である巡洋艦。

#### ショーフック2
プリベンダー火星支部が運用する大型潜水空母。

#### 火星連邦艦
ナイナやミルが搭乗する火星連邦の艦。カトリーヌを回収する際に使用される。ショーフック2の制御系を完全掌握できる電子戦能力を有する。

#### バベル
ラナグリン共和国の移動要塞

#### グランシャリオ
火星連邦の戦艦。W教授が主導で操縦しウルカヌスへの突入を行った。

## 用語
クローン
その一人一人の予備とも言うべき存在。姿形も本人そっくりで名前も同じで本人からは「名前の同じ弟（妹）」と呼ばれている。クローンの使用例は、「本人が事故等により内臓の一部を摘出しなければならないときクローンの内臓の一部を移植することで本人に生命をつなぎとめたりする」とのこと。
風土病
原因不明の火星の風土病。侵されると急激な老化現象を引き起こす。老化現象には個人差が生じる。ワクチンが開発されているものの、ファザーに打たれたものは効果がなかった。カトルの姉のイリアが風土病について調べている。
火星暦「MC（マーズセンチュリー）」
火星連邦政府が「火星国家の独立」を宣言した際に制定した暦。火星のパラテラフォーミングの完成（火星に人類が生活できるようになった）の年であるA.C.182を以ってMCの初年「MC-0001」とした（「火星国家の独立」はMC-0017となっている）。火星の公転周期・自転周期に合わせたものとなっていて、「1年」は地球圏時間で687日、「1日」は24時間37分となっている。本作を始めMC-0022年がA.C.220年代中期の時間点前後推算。
火星連邦政府
火星圏の国家を統括する組織。初代大統領は「ミリアルド・ピースクラフト」。初代の暗殺後は、コールドスリープから目覚めたリリーナ・ピースクラフトが二代目を務めている。
ラナグリン共和国
火星にある国家の1つ。ミリアルド大統領の暗殺によって火星政府の革新派と保守派の両勢力が均衡になり、革新派が亡命してきたことを機にゼクス・マーキス上級特佐が火星連邦政府からの離脱並びに独立宣言すると共に宣戦布告をした。
ノイエンハイム・コンツェルン
マーズ・テラ・フォーミングを一番に推し進めた軍事企業。ルクレツィア・ノインの実家である会社であり、実権は腹違いの兄ディズヌフが握っている。
ウルカヌス
かつて「パーフェクト・ピース・ピープル（P3）」と呼ばれる組織に占拠されていたOZのMD無人プラント。ガンダムと共に太陽に向かって破棄されていたが、ノイエンハイム・コンツェルンが秘密裏に回収していた。数十年掛けて火星圏にまでやってきたウルカヌスを利用し大量のMD・MSを生産。火星を制し地球圏を支配するために軍拡し始める。
P・P・P《パーフェクト・ピース・プログラム》
「完全平和計画」を意味するプログラム。発動すると体内に医療用ナノマシンや火星用ナノマシンを取り入れた人間のナノマシンが反応し血栓が発生、動脈硬化を連鎖的に発生させ大量虐殺するように仕組まれている。その被害は地球圏・火星合わせて三十億人にのぼるとされており、プリベンターはこのプログラムを事前に防ぐためにオペレーション・ミュートスを発動する。
プログラムを動かせるのは平和を願ったピースクラフトの人間のみであり、リリーナ自身とリリーナに使用されているピースクラフト製ナノマシンが起動キーとなっており、彼女がプログラム用のコードを入力し、彼女が『SET』を命じるか安らかに死ぬ以外に命を落とした時に強制的に発動する。発動中はヒイロ以外にリリーナを殺せないとされる。
宇宙の心
TV本編では指導者ヒイロ・ユイのコロニー独立宣言の文言であったが、当作品ではW教授とカトリーヌが一種の感応能力でアクセスできる人類の意識の集合とでも言える情報の塊。ZEROシステムを上回る未来予測を可能とするほか、カトリーヌはリリーナシティがバベルの砲撃を受けた際の人々の恐怖や痛みを宇宙の心を経由して受信し一時意識不明となった。

## 書籍情報
角川書店から発売。

### 小説
1. 贖罪の輪舞（上）ISBN 978-4-04-715634-0（2011年2月24日刊行）
2. 贖罪の輪舞（下）ISBN 978-4-04-715674-6（2011年2月24日刊行）
3. 連鎖の鎮魂曲（上）ISBN 978-4-04-715733-0（2011年6月23日刊行）
4. 連鎖の鎮魂曲（下）ISBN 978-4-04-715816-0（2011年10月22日刊行）
5. 悲嘆の夜想曲（上）ISBN 978-4-04-120136-7（2012年2月23日刊行）
6. 悲嘆の夜想曲（下）ISBN 978-4-04-120290-6（2012年6月22日刊行）
7. 寂寥の狂詩曲（上）ISBN 978-4-04-120452-8（2013年1月23日刊行）
8. 寂寥の狂詩曲（中）ISBN 978-4-04-120737-6（2013年6月22日刊行）
9. 寂寥の狂詩曲（下）ISBN 978-4-04-120983-7（2014年1月25日刊行）
10. 邂逅の協奏曲（上）ISBN 978-4-04-101908-5（2014年12月26日刊行）
11. 邂逅の協奏曲（中）ISBN 978-4-04-103136-0（2015年6月26日刊行）
12. 邂逅の協奏曲（下）ISBN 978-4-04-103775-1（2015年12月26日刊行）
13. 無言の賛歌 ISBN 978-4-04-103965-6（2015年12月26日刊行）

### その他
- あさぎ桜画集 新機動戦記ガンダムW Frozen Teardrop ISBN 978-4-04-103760-7（2015年12月26日発売）

## ゲーム
スーパーロボット大戦X-Ω
iOS / Android用アプリゲーム。2020年6月に期間限定でウイングガンダムスノーホワイトプレリュードが登場した。